# Џон Грансфелд
Џон Мејс Грансфелд (енгл. John Mace Grunsfeld; Чикаго, 10. октобар 1958) је амерички физичар и бивши астронаут свемирске агенције НАСА. Учествовао је у пет мисија програма Спејс шатл, а такође је био главни научник агенције од септембра 2003. до 2004. године.